# Raiffeisenbank Taufkirchen-Oberneukirchen
Die Raiffeisenbank Taufkirchen-Oberneukirchen eG ist eine Genossenschaftsbank mit Sitz in der bayerischen Gemeinde Oberneukirchen im Landkreis Mühldorf am Inn.

## Geschichte
Die heutige Raiffeisenbank Taufkirchen-Oberneukirchen eG wurde am 22. August 1898 in Taufkirchen gegründet und entstand im Jahr 2000 durch die Fusion der Raiffeisenbank Flossing-Oberneukirchen eG mit dem Sitz in Oberneukirchen mit der Raiffeisenbank Taufkirchen-Ensdorf eG mit dem Sitz in Taufkirchen. Die Raiffeisenbank Flossing-Oberneukirchen eG wiederum entstand im Jahr 1975 durch die Fusion der Raiffeisenbank Oberneukirchen eG mit der Raiffeisenbank Flossing eG mit dem Sitz in Flossing. Im Jahr 1971 fusionierte die Raiffeisenkasse Ensdorf eGmbH mit dem Sitz in Ensdorf – einem Ortsteil von Kraiburg am Inn – mit der Raiffeisenkasse Taufkirchen bei Kraiburg eGmbH zur Raiffeisenbank Taufkirchen-Ensdorf eGmbH.

## Rechtsverhältnisse
Die Raiffeisenbank Taufkirchen-Oberneukirchen eG ist im Genossenschaftsregister beim Amtsgericht Traunstein unter GnR 8 eingetragen.

## Organisationsstruktur
Rechtsgrundlagen sind das Genossenschaftsgesetz und die durch die Generalversammlung beschlossene Satzung. Organe der Bank sind der Vorstand, der Aufsichtsrat und die Generalversammlung.

## Sicherungseinrichtung
Die Raiffeisenbank Taufkirchen-Oberneukirchen eG ist der amtlich anerkannten Sicherungseinrichtung des Bundesverbandes der Deutschen Volksbanken und Raiffeisenbanken GmbH und der zusätzlichen freiwilligen Sicherungseinrichtung des Bundesverbandes der Deutschen Volksbanken und Raiffeisenbanken e.V. angeschlossen.

## Geschäftsausrichtung
Die Raiffeisenbank Taufkirchen-Oberneukirchen eG betreibt das Universalbankgeschäft. Im Verbundgeschäft arbeitet sie mit der DZ Bank, R+V Versicherung, Bausparkasse Schwäbisch Hall, Teambank, VR Leasing, DZ Hyp und der Union Investment zusammen.

## Geschäftsgebiet
Das Geschäftsgebiet liegt im Süden des Landkreises Mühldorf am Inn.
An diesen Orten betreibt die Bank Filialen:
- Oberneukirchen (Hauptstelle, jur. Sitz)
- Ensdorf (Geschäftsstelle)
- Taufkirchen (Geschäftsstelle)
- Flossing (Geschäftsstelle)